# 3678 Mongmanwai
3678 Mongmanwai è un asteroide della fascia principale. Scoperto nel 1966, presenta un'orbita caratterizzata da un semiasse maggiore pari a 2,5537711 UA e da un'eccentricità di 0,1871943, inclinata di 8,27503° rispetto all'eclittica.